# Hürrem Sultan
Hürrem Haseki Sultan (Rohatyn, c. 1502 - Istanbul, 15 d'abril de 1558) va ser la quarta i única esposa legítima de Sulimà el Magnífic, així com una de les dones que han tingut més influència al govern de l'Imperi otomà i, per tant, una de les dones més poderoses i importants de la història otomana. Va ser la primera sultana a portar el títol de Haseki i la més poderosa, va ser la primera dona a arribar com una esclava i convertir-se en sultana i també a governar l'harem com a cap del mateix durant gairebé 30 anys. El seu poder i influència va donar origen a l'època coneguda com el Sultanat de les dones. Va generar un precedent femení únic en la història otomana.
També se la coneix a Occident com Rojelana, Roxelana, Rosselana, Roxelane, Roxolana, Rossa i Fortunata, però va ser coneguda en l'imperi otomà amb el nom oficial de Hürrem Sultan, paraula que ve del persa "Khurram" i significa "la que porta alegria". A causa de la seva controvèrsia també se li va anomenar La bruixa russa a l'occident europeu .
La hipòtesi més citada sobre els seus orígens diu que Hürrem va néixer a Rohatyn, un poble rutè pertanyent al Regne de Polònia i que actualment se situa l'óblast d'Ivano-Frankivsk i que devia ser filla d'un rector de l'Església ortodoxa.
El 1510 va ser raptada pels tàrtars i venuda per aquests al palau de Crimea; posteriorment va ser regalada com a esclava a Istanbul en els últims anys del sultà Selim I, on va passar a ser odalisca de l'harem, fins a l'arribada del sultà Solimà el Magnífic (en turc: Süleyman). Esdevingué l'única esposa legítima del sultà, un esdeveniment inusual des de la fundació de l'Imperi dos segles enrere. Aquest matrimoni va fer que el sultà creés el títol honorífic de " Haseki Sultà ", un dels més importants en el moment de la seva creació i utilitzat des de llavors només per l'esposa legítima del sultà.
Hürrem Sultan va tenir sis fills: Mehmed (1521-1543), Mihrimah (1522-1578), Abdullah (1522-1526), Selim (1524-1574), Bayezid (1525 o 1526 -1561) i Cihangir (1531-1553). El seu quart fill va ascendir al tron com a Selim II després de la mort del seu pare Solimà i els seus germans grans.
Hürrem és una personalitat controvertida en la història otomana, per ocasionar indirectament les execucions de Pargalı İbrahim Paşa i Şehzade Mustafa.
El seu türb o mausoleu és a la Mesquita de Süleymaniye d'Istanbul juntament amb el del seu marit el sultà.

## Primers anys
Durant molt de temps es va pensar que Roxelana era una noble italiana anomenada Margherita Marsili (coneguda a la Toscana del seu temps com "La Bella Marsilia"), nascuda a Siena, Margherita Marsili quan tenia catorze anys va ser raptada el 22 d'abril de 1543 i portada al serrallo d'Istanbul, no obstant això, la cronologia, per una escassa diferència de temps (la joveneta Marsilia va morir abans de 1550), i altres indicis, indiquen que Roxelana va ser la Haseki otomana.
Hürrem probablement va entrar a l'harem al voltant dels quinze anys, en algun moment entre 1517 i 1519, però per descomptat abans que Solimà es convertís en sultà el 1520. Ràpidament, va cridar l'atenció del seu amo i va atreure la gelosia dels seus rivals. El seu esperit alegre i temperament lúdic li va valer un nou nom, Hürrem, del persa Khurram, “l'alegre”. A l'harem d'Istanbul, Hürrem es va convertir en una rival de Mahidevran i la seva increïble influència sobre el Sultà aviat es va convertir en llegenda.
A Hürrem se li va permetre donar a llum més d'un fill, que era una gran violació del vell principi de l'harem imperial otomà, "una concubina - un fill", que va ser dissenyat per evitar tant la influència de la mare al sultà com les baralles de sang entre germans pel tron. Després de tenir 5 fills va destruir l'estatus de Mahidevran Gülbahar com la mare de l'únic fill del sultà mentre la mare de Solimà, Ayse Hafsa Sultana, aconseguia suprimir parcialment la rivalitat entre les dues dones. Al voltant del 1528, Solimà es va casar amb Hürrem en una magnífica cerimònia formal, convertint-se en el primer sultà otomà a casar-se a excepció d'Orhan I (1326-1362), i amb la violació d'una norma amb més de 200 anys d'antiguitat de la casa imperial otomana segons la qual els sultans no podien casar-se amb les concubines. Mai abans una esclava havia estat elevada a la condició de cònjuge legal del sultà, davant la sorpresa dels observadors al palau i a la ciutat; Hürrem també va rebre el títol Haseki Sultan i es va convertir en la primera consort a ostentar-ho. Aquest, que es va utilitzar durant més d'un segle, reflecteix el gran poder de les consorts imperials (la majoria antigues esclaves) a la cort otomana dels segles XVI i XVII, elevant el seu estat a un més alt que les princeses, i fent-les iguals a les emperadrius Consorts d'Europa. Hürrem Sultà no només va rebre un gran poder sinó que ningú no li podia treure, ofendre-la es considerava una ofensa cap al mateix Sultà, per la qual cosa ni tan sols la Sultana Mare Hafsa podia menysprear-la, de fet el poder d'Hürrem estava només sota el de la Valide Sultan, cap altra concubina se'l comparava. Solimà no només va trencar el vell costum, sinó que va crear una nova tradició per als futurs sultans otomans en casar-se en una cerimònia formal i que els seus consorts tinguessin una influència significativa en el govern, especialment en matèria de successió. L'assignació de Hürrem era de 2000 aspers al dia, fent-ne una de les Haseki més adinerades de tots els temps.
Més tard, Hürrem es va convertir també en la primera dona a romandre a la cort del sultà durant tota la seva vida. En la tradició de la família imperial otomana, la dona d'un sultà havia de romandre a l'harem només fins que el seu fill arribés a la majoria d'edat (al voltant dels 16 o 17 anys), després d'això seria enviat lluny de la capital per a governar una província llunyana, i la seva mare amb ell, aquesta tradició va ser anomenada Sanjak Beyliği. Les consorts no podrien tornar a Istanbul tret que el seu fill passés al tron. Fent cas omís d'aquest antic costum, Hürrem es va quedar a l'harem amb el seu fill amb discapacitat Cihangir, fins i tot després que els altres tres fills partissin a governar les províncies de l'imperi. D'altra banda, es va traslladar fora de l'harem situat a l'antic palau (Eski Saray) a les habitacions de Solimà ubicades al Palau Nou (Topkapi) després que un incendi destruís l'antic palau.
Sota el seu nom de ploma (a la poesia), Muhibbi, el Sultà va compondre aquest poema per a Hürrem Sultan:
"Tron del meu mihrab solitari, el meu bé, el meu amor, la meva lluna.
La meva amiga més sincera, el meu confident, la meva pròpia existència, la meva sultana, el meu únic amor.
La més bella de les belles. . .
La meva primavera, la meva estimada de rostre alegre, la meva llum del dia, el meu cor, la meva fulla riallera. . .
La meva flor, la meva dolça, la meva rosa, l'única que no em torba en aquest món. . .
El meu Istanbul, el meu Karaman, la terra de la meva Anatòlia,
El meu amor que val més que tot el contingut a Roma,
El meu Badakhshan, el meu Bagdad i el meu Jorasan

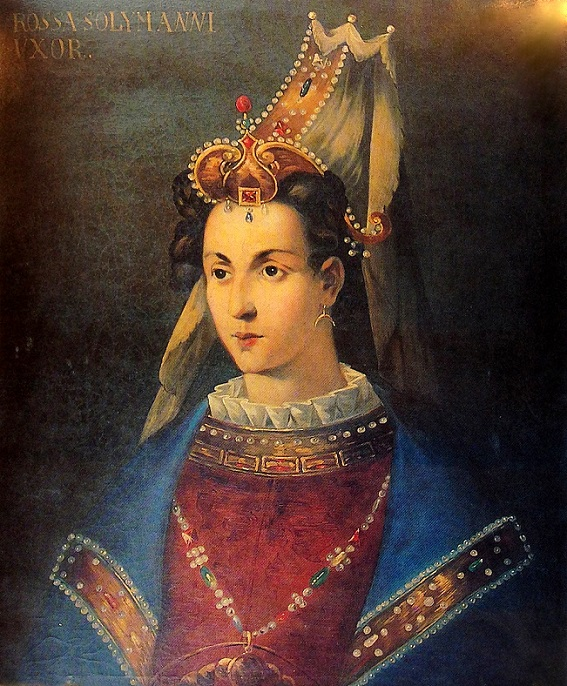
Retrat de Hürrem Sultan realitzat al, en què se la mostra amb la corona imperial de la Haseki.

La meva dona de cabells bells, la meva estimada de cella corbada, la meva estimada d'ulls perillosos. . .
Cantaré les teves virtuts sempre
Jo, l'amant de cor turmentat, Muhibbi amb els ulls desbordats de llàgrimes, jo sóc feliç."

## Govern
Hürrem no només es va convertir en consellera de Solimà en temes referents a l'harem, sinó també en els assumptes de l'Estat. Gràcies a la seva intel·ligència, va actuar com a principal assessora de Solimà, i va tenir un gran influx sobre la política exterior i la política internacional. Per aquesta raó, es va convertir en una figura polèmica a la història otomana, que va ser objecte d'acusacions de conspirar i manipular contra els seus rivals polítics.

### Figura controvertida
La influència de Hürrem en els assumptes de l'Estat no només la va convertir en una de les dones més influents, sinó també una figura controvertida en la història otomana, especialment la seva rivalitat amb Mahidevran i el seu fill Mustafa, Pargalı İbrahim Paşa i Kara Ahmed Pasha.
Hürrem i Mahidevran havien donat a Solimà sis şehzades (prínceps otomans), quatre dels quals van sobreviure més enllà dels anys 1550: Mustafa, Selim, Bayaceto, i Cihangir. D'aquests, Mustafa era el més gran i precedia els prínceps de la Sultana Hürrem en l'ordre de successió. Era evident que Hürrem desitjava que un dels seus fills fos el proper sultà i no el primogènit de Suleyman, Mustafà. Mustafà va ser sostingut per Ibrahim, que es va convertir a Gran Visir el 1523. Hürrem és en general considerada part responsable de les intrigues en el nomenament d'un successor. Tot i que ella era l'esposa de Solimà, com tota cònjuge d'un sobirà musulmà, no va exercir cap funció pública oficial. Això no obstant, no va impedir que Hürrem tingués una “poderosa influència política„. La seva posició a l'Haren del Palau de Topkapi era tan alta que el seu poder era comparable al d'una Valide Sultan, dirigint l'Haren del palau fins a la seva mort.

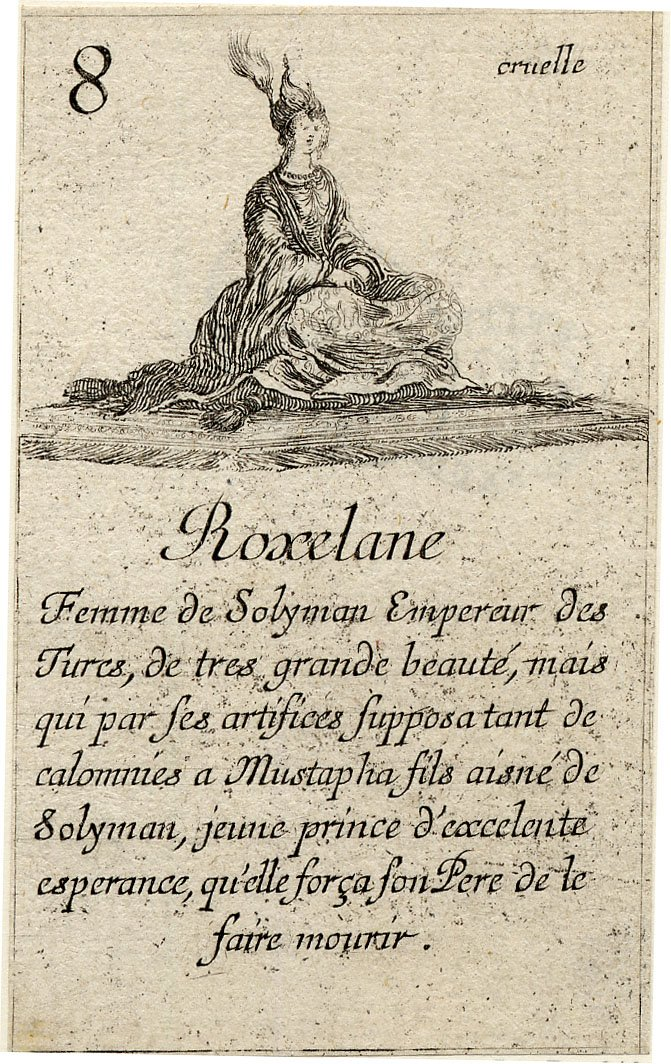
La imatge de la sultana en un joc de cartes de 1644. A sota es llegeixen set línies descriptives en francès, "Femme de Soliman Empereur des Turcs" (Esposa de Solimà el Magnífic, emperador dels turcs) i "cruelle" (cruel) escrit a dalt a la dreta de l'esbós.

Com un hàbil comandant de l'exèrcit de Solimà, Ibrahim finalment va caure en desgràcia després d'una imprudència comesa durant una campanya contra l'imperi persa safaví durant la Guerra otomano-safàvida (1532-1555), quan es va concedir a si mateix un títol que incloïa la paraula "sultà", aquest títol es basava en un nomenament que se'ls atorgava als comandants d'exèrcit com ho era Ibrahim.
Un altre conflicte es va produir quan Ibrahim i el seu antic mentor, Iskender Çelebi, es van enfrontar diverses vegades sobre el lideratge militar i les posicions durant la guerra safaví. Aquests incidents van posar en marxa una sèrie d'esdeveniments que van culminar en la seva execució el 1536 per ordre de Solimà. Després d'altres tres grans visirs en vuit anys, a través d'Hürrem, Damat Rüstem Paixà, espòs de Mihrimah Sultan, va ser seleccionat per Solimà per convertir-se en el gran visir.
Molts anys més tard, cap al final del llarg regnat de Solimà, la rivalitat entre els seus fills es va fer evident.
Durant la campanya contra Pèrsia safaví el 1553, Hurrem Sultan va posar en marxa amb ajuda de Rustem Pasha, un pla per desfer-se de Şehzade Mustafa, fill de Mahidevran Sultan i hereu potencial al tron, això va consistir a crear una carta falsa com que Mustafa conspirava amb el Sah Tahmasp I per enderrocar el seu pare i accedir al tron, a més per fer-lo més creïble van robar el seu segell per estampar la seva signatura al final de la carta i tot això es va veure molt real davant els ulls de Solimà qui va ordenar la seva execució.
Després de la mort de Mustafà, Mahidevran va perdre el seu estatus a palau. El Sultà li va treure el sou i va confiscar les seves propietats. L'ara oblidada i desterrada Mahidevran es va traslladar a Bursa juntament amb la seva altra filla Raziye Sultan, germana de Mustafa.
Solimà va desestimar Rüstem i va nomenar Kara Ahmed com el seu gran visir l’octubre de 1553. No obstant això, després de la seva mort, que va ser escanyat per ordre del Sultà, Rüstem Pasha es va convertir novament en el gran visir (1555-1561).
A causa dels esdeveniments, la figura de Hurrem es va veure polèmica a tot Europa, perquè era molt influent en les decisions de Solimà; en aquestes èpoques s'hi referien com «la bruixa russa».

#### La política exterior

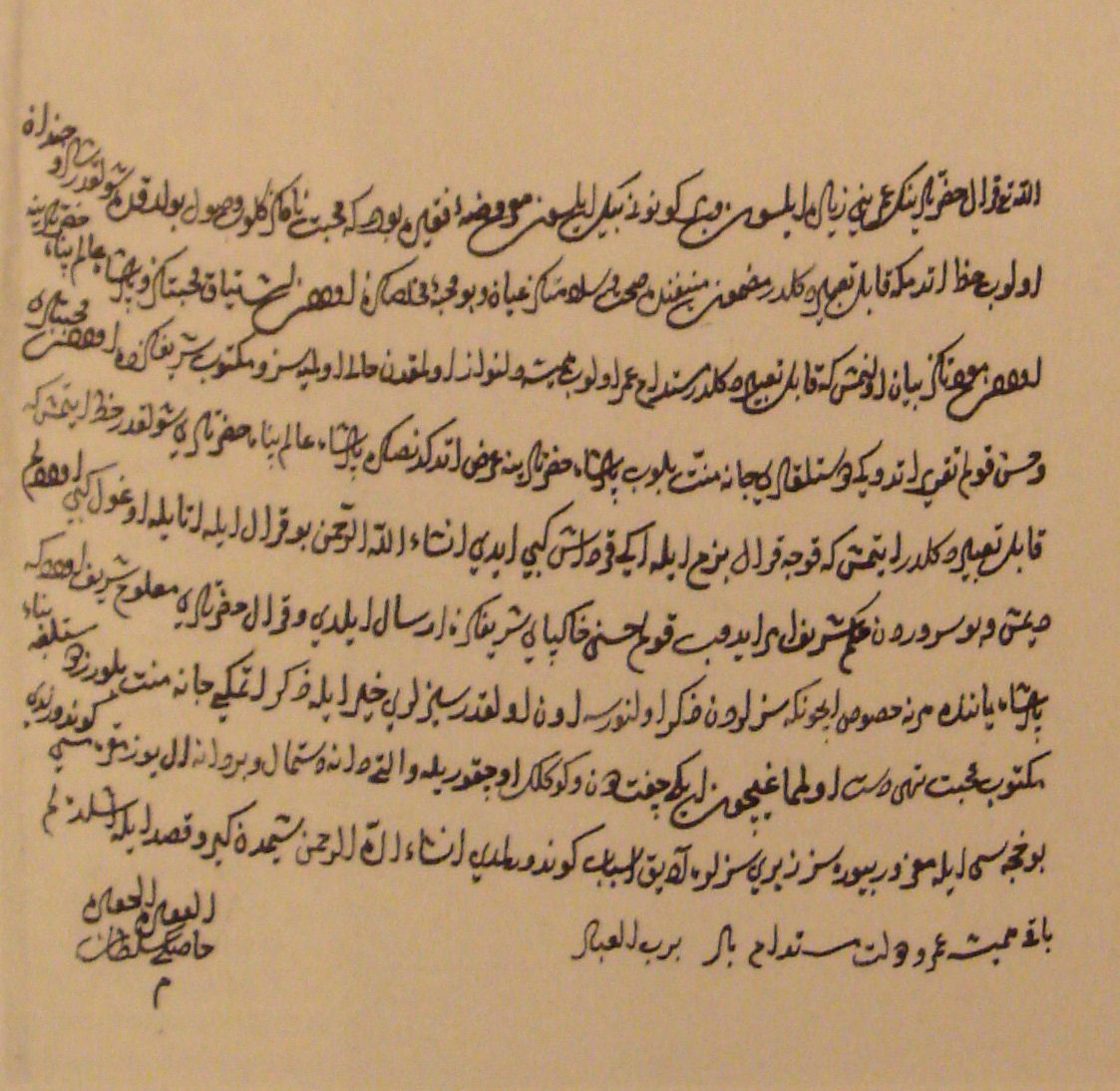
Carta d'Hürrem Sultan a Segismund II August, felicitant-lo pel seu ascens al tron.

Hürrem va actuar com a assessora de Solimà en els assumptes d'Estat, i va tenir una gran influència sobre la política exterior i la política internacional. Dues de les seves cartes al Rei Segimon II August de Polònia (va regnar de 1548 a 1572) han sobreviscut, i durant la seva vida en general, l'Imperi Otomà va tenir relacions pacífiques amb l'estat polonès dins d'una aliança otomà-polonesa.
En la seva primera carta a Segimon II, Hürrem expressa la seva major alegria i felicitacions al nou rei en ocasió de la seva ascensió al tron de Polònia després de la mort del seu pare Segimon I el 1548. També diu al Rei que hi confiia l'enviat Hassan Aga. A la seva segona carta a Segimon a l'agost, en resposta a la seva carta, Hürrem expressa en termes superlatius la seva alegria en assabentar-se que el rei està en bon estat de salut i que remet la seguretat de la seva simpatia sincera i la del sultà Solimà el Magnífic. També cita el sultà dient, "amb el vell rei érem com a germans, i si li plau al Déu Misericordiós, amb aquest rei seré com a pare i fill." Amb aquesta carta que Hürrem va trametre a Segismundo II s'incloïa el regal de dos parells de camises de lli i pantalons, alguns cinturons, sis mocadors, i una tovallola de mà, amb la promesa de trametre una túnica de lli especial en el futur.
Hi ha raons per creure que aquestes dues cartes eren més que simples gestos diplomàtics, i que les referències de Solimà als sentiments de germanor o paternals no eren un mer homenatge a la conveniència política. Les cartes també suggereixen un fort desig de Hürrem per establir contacte personal amb el rei de la seva terra natal.

## Organitzacions benèfiques

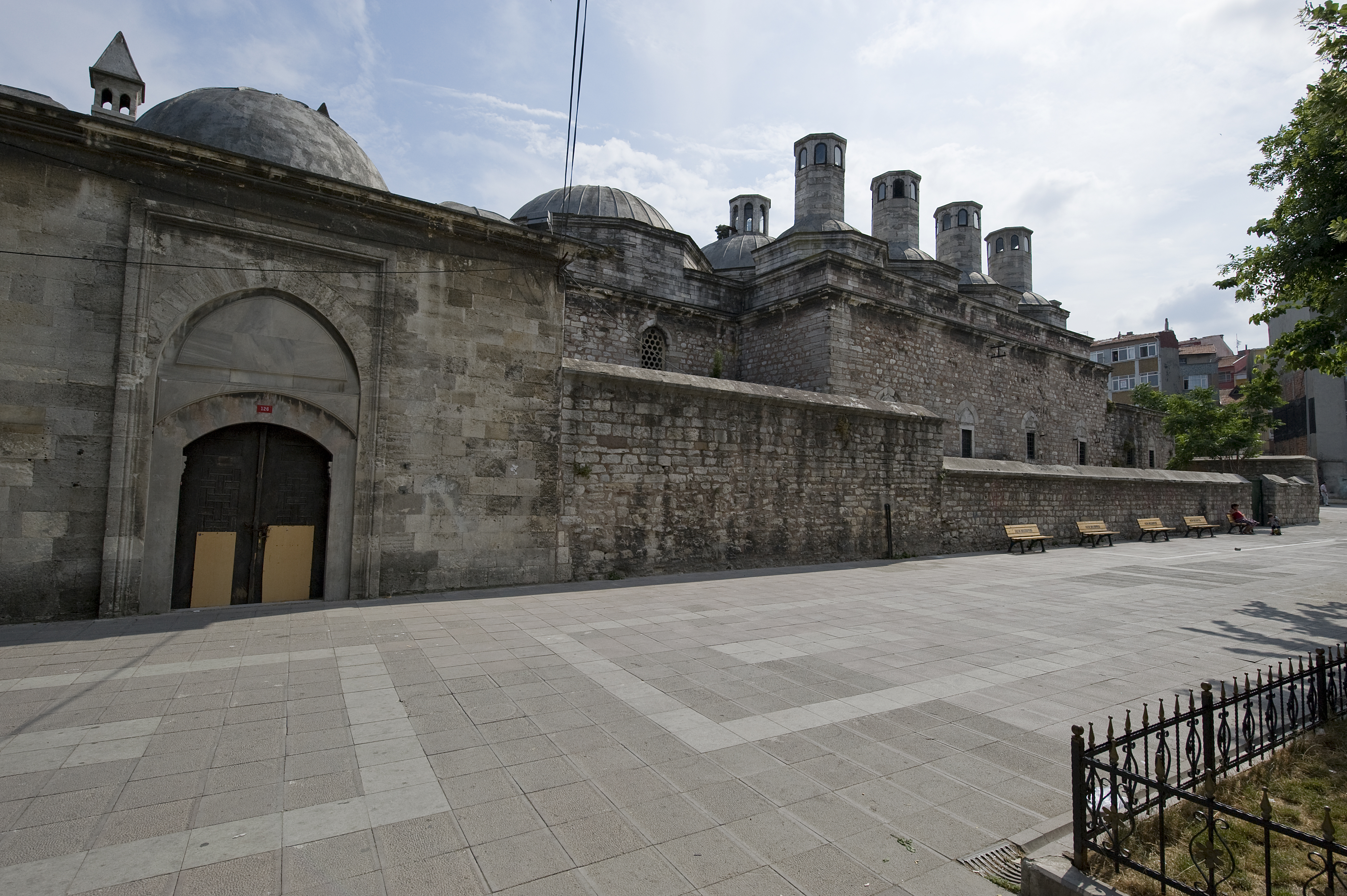
Complex Haseki

A banda de les seves preocupacions polítiques, Hürrem va participar en diverses obres importants d'edificis públics, des de La Meca a Jerusalem, a més de les seves obres de caritat. Entre les seves obres hi havia una mesquita, dues escoles alcoràniques (madrasses), una font i un hospital per a dones a prop del mercat d'esclaus de les dones (Avret Pazary) a Constantinoble. Aquests van ser els primers complexos construïts a Istanbul per Mimar Sinan en la seva nova posició com a arquitecte imperial en cap. El fet que fos el tercer edifici més gran de la capital, després dels complexos de Mehmed II (Fatih) i Süleyman (mesquita de Suleiman), dona testimoni del gran estatus d'Hurrem. També va construir complexos com les mesquites a Adrianópolis i Ankara.
També va encarregar un bany públic, els Banys de Roxelana, per servir a les ablucions de la comunitat de fidels de la propera mesquita de Santa Sofia. A Jerusalem es va establir el 1552 el Haseki Sultan Imaret, un menjador de beneficència pública per alimentar els pobres i els necessitats. Aquest menjador es va dir que alimentava almenys 500 persones dues vegades al dia. També va construir l'Imaret Haseki Hürrem, un altre menjador de beneficència públic a la Meca.

## Descendència
Amb Suleim'a va tenir cinc fills i una única filla, els quals són:
- Şehzade Mehmed (c.1521 - 6 de novembre de 1543): primer fill d'Hürrem. Nascut el 1521 a Istanbul. Mehmed es va convertir en el favorit del seu pare, desplaçant a Mustafà del cor del Gran Sultà, i governant de Manisa des de 1541 fins a la seva sobtada i misteriosa mort el 1543, es creu que Mahidevran va ordenar la seva mort, per protegir el seu fill Mustafa.

- Mihrimah Sultan (1522 - 25 de gener de 1578): filla única d'Hürrem. Es va casar amb Rüstem Pasha, més tard el que fos Gran Visir otomà, el 26 de novembre de 1539. Va exercir com Valide Sultan (posició sostinguda generalment per la mare viva del sultà otomà regnant) del seu germà menor Selim II (1566-1574). I el del seu nebot Murad III fins a la seva mort, va ser una de les Mares Sultanes més adinerades de tots els temps.

- Şehzade Abdullah (1522 - 1526) va morir a la seva infantesa.

- Selim II (28 de maig de 1524 - 12 de desembre de 1574): Va ser governador de Manisa després de la mort de Mehmed i anteriorment governador de Konya. Va ascendir al tron el 7 de setembre de 1566 com Selim II.

- Şehzade Bayezid (1525 o 1526 - 25 de setembre de 1561): Va ser governador de Kütahya i més tard d'Amasya. Mort per ordre de Süleyman per presumpta traïció.

- Şehzade Cihangir (9 de desembre de 1531 - 27 de novembre de 1553) nascut amb un problema a la columna, va morir jove per la depressió que li va causar la mort del seu germà gran i sense governar una província.

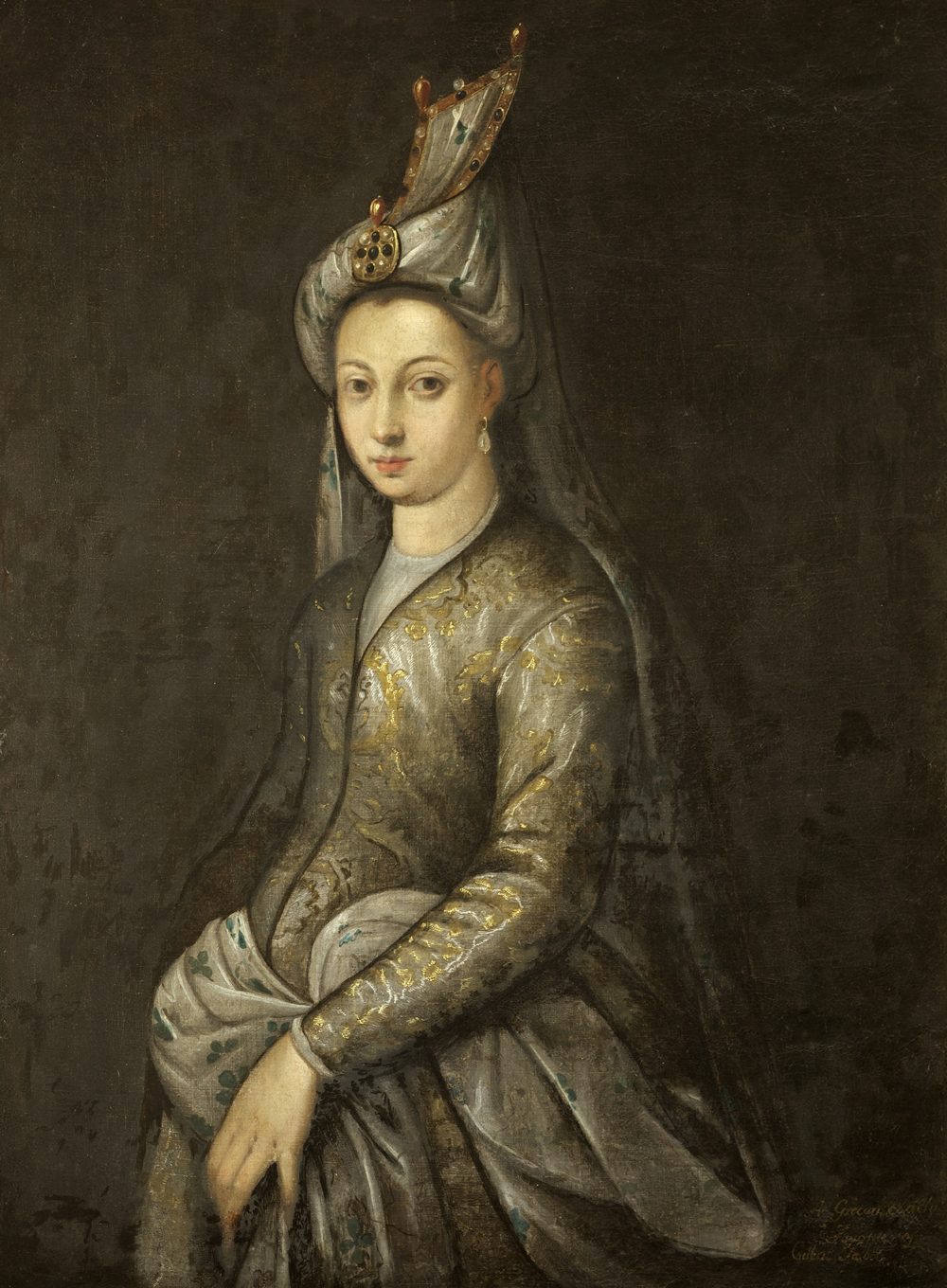
Filla de Suleiman i Hurrem, la Valide Mihrimah Sultan
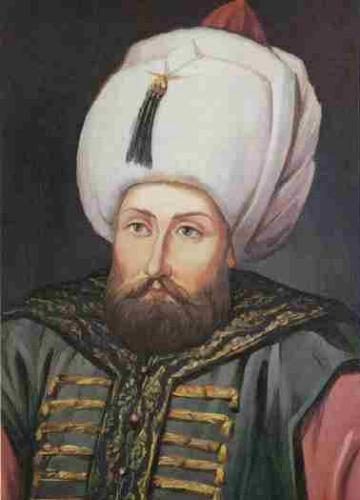
Şehzade Selim, fill de Hurrem i futur sultà Selim II

## Llegat
Hürrem Haseki Sultan, o Roxelana (com l'anomenaven a Occident), és ben coneguda a la Turquia moderna i al món, a més de ser el tema de moltes obres artístiques i de ser coneguda com la "Gran Sultana". El 1561, tres anys després de la mort d'Hürrem, l'autor francès Gabriel Bounin va escriure una tragèdia titulada La Soltane sobre el paper d'Hürrem Sultan a la mort de Mustafà. Aquesta tragèdia marca la primera vegada que els otomans van ser introduïts a la literatura europea (França). Ha inspirat pintures, obres musicals (incloent la Simfonia No. 63 de Franz Joseph Haydn), una òpera de Denys Sichynsky, un ballet, obres de teatre i diverses novel·les escrites principalment en ucraïnès, però també en anglès, francès i alemany.

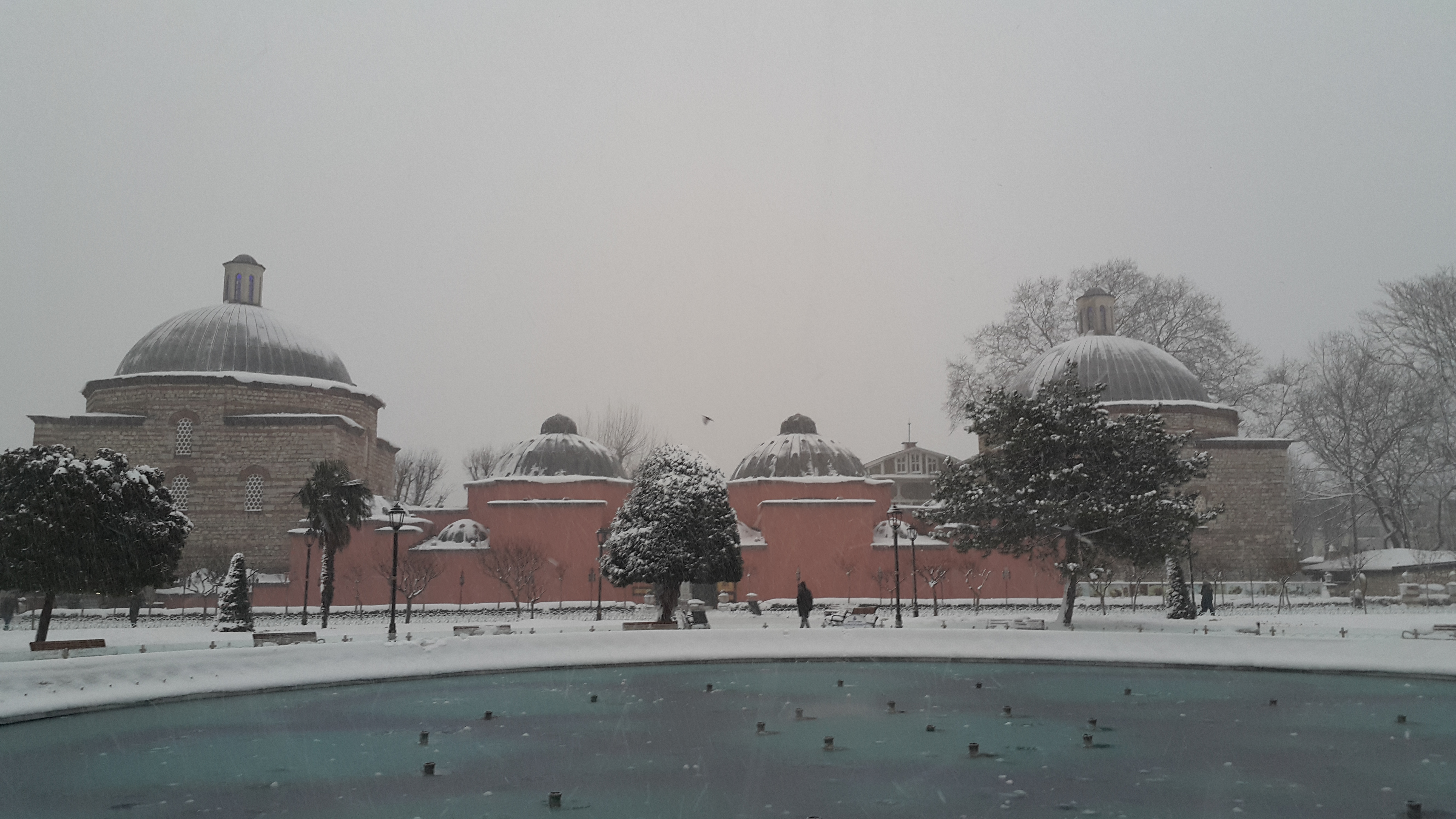
Banys construïts per Hürrem (Hamam Haseki Hürrem Sultan) a l'hivern

A l'Espanya moderna primerenca, apareix o s'al·ludeix en obres de Quevedo i altres escriptors, així com en una sèrie de creacions de Lope de Vega. En una obra titulada La sagrada lliga, Tiziano apareix a l'escenari del Senat venecià, declarant que acaba de visitar la Sultana, mostrant una pintura d'aquesta, anomenant-la Sultana Rossa o Roxelana.
El 2007, els musulmans a Mariúpol, una ciutat portuària a Ucraïna, van obrir una mesquita en honor a Hürrem.

## Mort

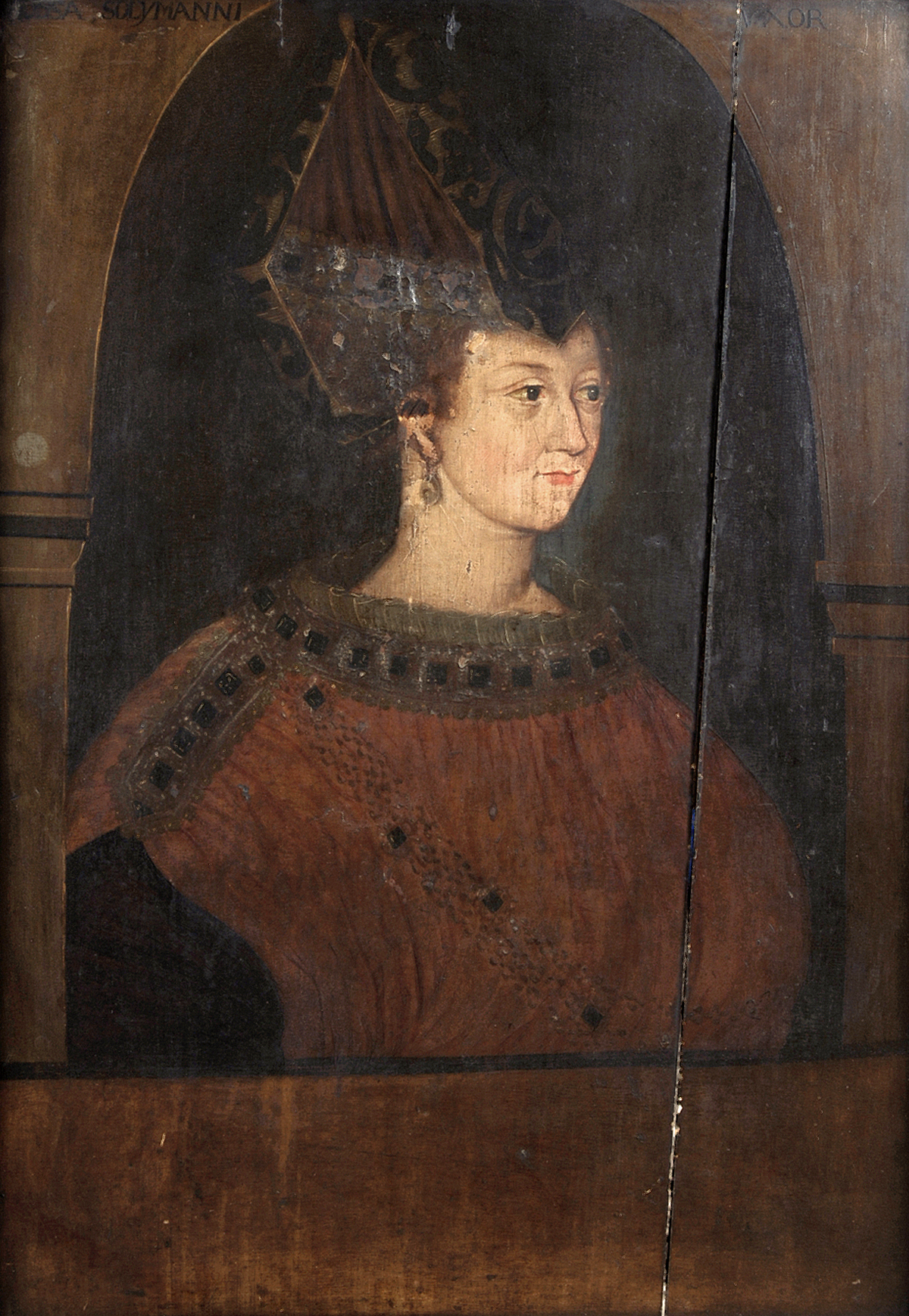
Pintura d'Hürrem Sultan en els darrers anys

Hürrem sultan va morir el 18 d'abril de 1558 per un possible càncer als ganglis, segons uns informes de l'època que parlaven de pústules al coll de la sultana, i va ser enterrada en un mausoleu en forma de cúpula (türbe) decorat en rajoles d'Iznik exquisits que representen els jardins del paradís, potser un homenatge mostrant una naturalesa alegre com ella. El seu mausoleu és adjacent al de Solimà, una estructura voltada separada i més ombrívola, al pati de la Mesquita de Süleymaniye. Encara que el seu fill (Selim II) va ser el successor del seu pare, això no li concedeix el títol de Valide Sultan, però ja que era la sultana més poderosa de l'època i influent se la considerava una Valide però no va arribar a tenir-ho, ja que va morir gairebé 8 anys abans de la mort del consort. Aquesta posició la va ocupar la seva única filla, Mihrimah Sultan, a la qual se li va concedir aquest títol i el control de l'harem imperial pel seu germà, el sultà Selim II i també durant el regnat del seu nebot Murad III, compartint el poder amb la mare d'aquest Nurbanu Sultan.